# إميليو غارسيا مونتويا
إميليو غارسيا مونتويا (بالإسبانية: Emilio García Montoya)‏ (24 أكتوبر 1994 في المكسيك - ) هو لاعب كرة قدم مكسيكي في مركز الوسط. لعب مع نادي باتشوكا ونادي تيكوس وRio Grande Valley FC Toros ‏.

## وصلات خارجية
- إميليو غارسيا مونتويا على موقع قاعدة بيانات كرة القدم.إي يو (الإنجليزية)
- إميليو غارسيا مونتويا على موقع Soccerway.com (الإنجليزية)